# Liste der Monuments historiques in Damgan
Die Liste der Monuments historiques in Damgan führt die Monuments historiques in der französischen Gemeinde Damgan auf.

## Liste der Bauwerke
| Bezeichnung      | Beschreibung | Standort              | Kennzeichnung | Schutzstatus | Datum | Bild           |
| ---------------- | ------------ | --------------------- | ------------- | ------------ | ----- | -------------- |
| Tour des Anglais |              | Pointe du Lenn (Lage) | PA56000012    | Inscrit      | 1997  | weitere Bilder |

## Liste der Objekte
- Monuments historiques (Objekte) in Damgan in der Base Palissy des französischen Kultusministeriums